# Кайна (племя)
Ка́йна (англ. Kainai) — алгонкиноязычное индейское племя в Канаде, провинция Альберта. Самоназвание на языке блэкфут — Akáínaa (Акайна), Много Вождей. Широко известны также как бла́ды, от английского blood — кровь.

## История
Вместе с родственными племенами пикани и сиксиками  входили в конфедерацию черноногих. Кайна воевали со многими окружающими племенами, основными врагами были — кроу, равнинные кри, ассинибойны, стони, флатхеды, шошоны, банноки, не-персе. Кроме племён конфедерации черноногих постоянными союзниками кайна являлись сарси. Последний военный поход против врагов кайна совершили в 1889 году.
В настоящее время большинство кайна проживают в своей резервации, которая расположена к западу от города Летбридж, провинция Альберта.